# Center for Public Health Preparedness
Das Programm der Centers for Public Health Preparedness (CPHP) wurde 2000  von den Centers for Disease Control and Prevention (CDC) eingeführt, um die Bereitschaft und Fähigkeit zur Bekämpfung von Bioterrorismus zu stärken. Dafür sollte wissenschaftliche Kompetenz mit den Bedürfnissen der Gesundheitseinrichtungen verbunden werden. 
Das ursprüngliche CPHP-Programm wurde im August 2010 abgeschlossen und durch die Kooperationsvereinbarung der Preparedness and Emergency Response Learning Centers (PERLC) ersetzt.
2009 gab es 27 Schulen, die beim Council on Education for Public Health (CEPH) akkreditiert waren.